# Phal:Angst
Phal:Angst ist eine Electronic- und Post-Rock-Band aus Wien.

## Geschichte
Phal:Angst begann 2006 als Jam-Projekt des Duos Phal (Philipp Spichtinger und Alfred Wihalm) und des Ambient-Acts Projekt Angst (Dion Hämmerle). Ab dem vierten Konzert kam Kevin Perner am Bass dazu, 2015 übernahm Julia Zemánek diese Position, 2024 dann Rebecca.
Die Mitglieder stammen aus der antifaschistischen DIY-Szene.
Sie komponierten einen großen Teil des Soundtracks zum dystopischen Berliner Underground Films Saila (Julia Ostertag, 2008), ihre Musik wurde für Paul Poet's Dokumentation Blackout (2018) und eine Ausgabe des ORF kulturMontag verwendet. Die Band kreierte extra Stücke für das von Peter Nachtnebel kuratierte Festival „Turn On My Theta“ (Fluc, Wien, 2011), einen „Rundgang“ der Akademie der Bildenden Künste Wien 2017 und die Anti-Regierungskompilation Ihr werdet euch noch wundern! (Eigenbedarf 2018), eigene Interpretationen von The Velvet Underground für die „Velvet Underground Gala“ (Fuc, Wien 2010) oder die Beates für ein Tribute im Wiener Shelter (2012).
Die Band bespielte in Österreich, Deutschland, Ungarn, Tschechien, der Slowakei und Serbien neben diversen Bühnen auch autonome Häuser und Kultureinrichtungen, sowie eher ungewöhnliche Orte wie ein Museum, ein Gartenhaus, ein Kino, einen ehemaligen Nachtclub und eine Bibliothek.
Seit 2023 veröffentlicht die Band am Wiener Label Noise Appeal Records.

## Stil
Die Stücke von Phal:Angst sind cineastische, atmosphärische und dystopische Soundscapes ohne klassische Songstruktur von bis zu etwa 12 Minuten Länge.
Stilistisch entwickelte sich Phal:Angst im Laufe der Jahre vom temporeduzierten Breakbeat-Doom zu elektronischer Musik und Post-Rock. Als musikalische Einflüsse werden Earth, Bohren & der Club of Gore, Neurosis, Swans, Front 242, John Carpenter, David Lynch, Mogwai, Nine Inch Nails, Godspeed You! Black Emperor, Kraftwerk, Godflesh oder Isis angeführt.
Die Konzerte von Phal:Angst sind Multi-Media-Performances mit düsteren Visuals, wobei neben selbst gefilmten und bearbeiteten Material Found-Footage-, Cut-&-Paste- und Rearrange-Methoden verwendet werden.

## Rezeption
Die Alben Whiteout und vor allem Phase IV wurden im In- und Ausland gut aufgenommen. Wohlwollend wurden auch die Remixe durch namhafte Künstler wie Justin Broadrick, Will Brooks (Dälek), Lustmord und Jarboe rezensiert.

## Diskografie
Alben
- 2007: для одной руки (Bloodshed666)
- 2009: Shiver with Cold (Bloodshed666)
- 2014: Black Country (Bloodshed666; aufgenommen und gemixt von Alexandr Vatagin, gemastert von Patrick Pulsinger)
- 2014: Black Country Revisited (Remixes; Bloodshed666; feat. Electric Indigo, Chra, David Pfister)
- 2018: Phase IV (Bloodshed666; gemixt von Alex Vatagin, gemastert von Alex Psaroudakis; mit Remixes von Justin Broadrick (Godflesh etc.) und Will Brooks aka MC Dälek)
- 2023: Whiteout (Noise Appeal Records; gemixt von Tobias Wöhrer, produziert und gemastert von Alex Vatagin; mit Remixes von Jarboe, Lustmord, Gerhard Potuznik, Buenoventura (Elektro Guzzi) und Gebenedeit)

Soundtrack
- 2008: Score/Soundtrack für Saila (The Wasteland Sessions; online veröffentlicht)